# 趙貞林
趙貞林（조정림，1940年 - ），朝鮮民主主義人民共和國女性指揮家。1964年畢業於平壤音樂舞蹈大學（今平壤金元均音樂大學），後轉向指揮專業。在當時的朝鮮，趙貞林作為唯一的女性指揮家備受矚目，曾在1970年中華人民共和國總理周恩來訪朝期間，擔任歡迎音樂會的指揮。
趙貞林被授予人民藝術家的稱號，曾任最高人民會議第11屆代議員。

## 代表作品
- YouTube上的문경고개／聞慶關
- YouTube上的청산벌에 풍년이 왔네／青山里的豐年